# Cumbia del corazón
Cumbia del corazón es el vigésimo noveno álbum del grupo mexicano tropical Los Ángeles Azules, distribuido por la compañía discográfica Sony Music.
El álbum se enmarca en el estilo clásico tropical del grupo. Se caracteriza por la fusión entre la cumbia sonidera del grupo junto a otros ritmos como el pop, el rock y el urbano entre otros. Asimismo el 11 de abril de 2022, el álbum fue presentado junto a su sencillo «Quiero ser yo (Ese hombre)» en colaboración junto al cantante español David Bisbal. Se desprenden del mismo, algunos sencillos como: «Otra noche», «Esa parte de mí» y «Por un perro» entre otros.
En este álbum, están incluidas las participaciones de Carlos Vives, Juanes, Sofía Reyes, Nicki Nicole, Paty Cantú, Luciano Pereyra, Esteman y Edwin Luna & La Trakalosa de Monterrey.

## Lista de canciones
| N.º | Título                                                | Duración |  |
| 1.  | «Otra noche» (con Nicki Nicole)                       | 3:18     |  |
| 2.  | «Esa parte de mí» (con Sofía Reyes y Esteman)         | 3:35     |  |
| 3.  | «Cumbia del corazón» (con Carlos Vives)               | 3:17     |  |
| 4.  | «Por un perro» (con Juanes)                           | 3:49     |  |
| 5.  | «Quiero ser yo (Ese hombre)» (con David Bisbal)       | 2:53     |  |
| 6.  | «Mi estrella eres tú» (con Paty Cantú)                | 2:59     |  |
| 7.  | «No te olvidaré» (con Luciano Pereyra)                | 3:04     |  |
| 8.  | «Fui yo» (con Edwin Luna & La Trakalosa de Monterrey) | 3:29     |  |